# イタカ
イタカ（Ithaqua、イタクァ またはイトハカ）は、クトゥルフ神話などに登場する架空の神格。旧支配者・邪神。
風に乗りて歩むものなどの異名をもつ。
初出は1933年、オーガスト・ダーレスの『風に乗りて歩むもの』。当該作品と、同一プロットで執筆された『イタカ』についても解説する。

## 概要
ハスターの眷属であり、大気を象徴する神である。吹雪を司り、星間宇宙を歩む。
人間に似た輪郭を持つ途方もない巨体、人間を戯画化したような顔、鮮紅色に燃え上がる2つの目を持ち、足には水かきがある。目撃者の中には、「眼のある紫の煙と緑の雲」と表現した者もいる。
カナダの先住民の間で、氷雪の夜に森林地帯を徘徊し、風に乗って目にも留まらぬ速さで現れ、人間をさらって行くと言われる精霊「ウェンディゴ」として知られる。異名は「風に乗りて歩むもの」「歩む死」「大いなる白き沈黙の神」「トーテムに印とてなき神」など。
運悪くイタカに遭遇した人間はイタカによって空に巻き上げられ、生贄として死ぬ事なく数ヶ月に渡って地球外の遠方の地を引き回される（その後にイタカの主人たるハスターの前に引き据えられるとする文献もある）。犠牲者はやがて地上へ戻されるが、途中で死ぬか、戻される時に地表に叩きつけられて死ぬ場合がある。また、たとえ命を落とさなかったとしても、犠牲者は高空の冷気に馴染んでしまっており、暖かい地上では長くは生きられなくなっている。犠牲者の死体は、連れ去られる以前に所持していたはずのない知識体系に属する文字や情景の描かれた銘板、奇怪な石像等の謎めいた品を身に帯びていることが多い。
ミスカトニック大学のネーデルマン教授をリーダーとするビッグ・ウッド森林地帯の調査隊は、森林の中でイタクァと遭遇している（結果としてこの時、隊員のバーナード・エプスタインが犠牲となっている）。
イタカはビルマ奥地のスン高原やマレー半島に潜むチョー・チョー人や、カナダの奥地等で（時にはウェンディゴの名で）一部の人間に崇拝されている他、イタカが生まれたともいわれるレン高原でも崇拝されているという。

### ウェンディゴ
オジブワ族などのカナダインディアンに伝わる魔物。人間に取り憑いて人食いをさせる悪霊。
アルジャーノン・ブラックウッドは、ウェンディゴ伝説を独自にアレンジして『ウェンディゴ』という作品を書いた。ブラックウッドのウェンディゴの犠牲者は、足に焼けつくような痛みを感じながら意思とは無関係に走り続けることになる。ウェンディゴは風を擬人化した悪霊とされる。
クトゥルフ神話では、ウェンディゴはイタカの異名、化身、あるいは近縁、ないしは眷属であるとされる。イタカの犠牲者とウェンディゴの犠牲者は、被害が異なる。

## 誕生と発展
オーガスト・ダーレスが創造して多用した神性である。ダーレスは、上述のブラックウッドの『ウェンディゴ』を参考にしてイタカを生み出した。
ダーレスはイタカをテーマとした作品を3作執筆しており、加えてイタカをテーマとしていない作品にもイタカを暗躍させている。邪神ハンターの立場にとっては、本命の敵邪神と戦おうとしているときに横からイタカが介入してくるという、非常に厄介な存在となっている。旧支配者は四大霊同士の派閥がと対立があるが、ナイアーラトテップによって結託があり得、フットワークの軽い邪神の筆頭がイタカである。クトゥルフと敵対中にイタカが来そうなので、バイアクヘーを使役することで風王ハスターの権威を以て対イタカのバリヤーとする、などという事態が発生し得る。
ダーレスに続いて、ブライアン・ラムレイがさらなる掘り下げを行った。イタカは異世界ボレアを領土とし、同族を増やすべく人間の女性との間に子供を作る。
TRPG「クトゥルフの呼び声 (TRPG)」では、ブラックウッドのウェンディゴが、クトゥルフ神話のイタカの設定に統合されている。

## 登場作品
- アルジャーノン・ブラックウッド：ウェンディゴ（1910）
- オーガスト・ダーレス：風に乗りて歩むもの（1933）、戸口の彼方へ（1941）、イタカ（1941）
- ブライアン・ラムレイ：タイタス・クロウ・サーガ④「風神の邪教」（1978）、⑤「ボレアの妖月」（1979）
- クトゥルフの呼び声 (TRPG)：ウェンディゴへの挑戦(1986)
- 矢野健太郎：邪神伝説シリーズ「サマー・ウインド」（1992）
- 田中文雄：邪神たちの2・26（1994）
- ロバート・M・プライス：弟子へのエイボンの第二の書簡、もしくはエイボンの黙示録（2001）
- identity5 第五人格 : ハンターとして登場(2023)

## ０：アルジャーノン・ブラックウッドの『ウェンディゴ』
『ウェンディゴ』（Wendigo）は、イギリスの作家アルジャーノン・ブラックウッドが1910年に発表した怪奇小説。
ダーレスが大いに参考にした。

## １：『風に乗りて歩むもの』
風に乗りて歩むもの（奈落より吹く風、原題：英: The Thing That Walked on the Wind）は、アメリカ合衆国のホラー作家オーガスト・ダーレスが1933年に発表した短編小説。『ストレンジ・テイルズ』1933年1月号に掲載された。
同一プロットで執筆されたイタカ（いたか、原題：英: Ithaqua）という作品もある（後述）。

### 1概要
オーガスト・ダーレスの最初のクトゥルフ神話作品である。本作以前にダーレスは友人マーク・スコラーと共著・合作でクトゥルフ神話を手掛けているが、本作からは一人で神話作家の道を歩み始める。
カナダのマニトバ州を舞台に、独自の神格イタカを題材とする。イタカの初出作品であり、<風に乗りて歩むもの><歩む死>などの異名で呼ばれる。従来のクトゥルフ神話にはいなかった風の神格と、異能が及ぼす奇怪な事件は、イタカをユニークな神格としてキャラ立てしている。ダーレスはイタカを創造するにあたり、先行の怪奇作家アルジャーノン・ブラックウッドの作品『ウェンディゴ』を参考にしたといい、ウェンディゴとは（北米原住民の伝説を源流に）作中に登場する風を擬人化した悪霊の名前である。
一方では批判もある。ダーレスは前作『潜伏するもの』にて旧神/旧支配者の善悪対立を導入しており、本作では四大霊が言及され、両要素はダーレス流神話の欠点としてしばしば批判の対象となる。億年宇宙の混沌生物達を、ギリシア哲学から高々3000年未満の四大元素説＝人間のちっぽけな知識へと陳腐化させてしまった、ということである。善悪対立と四大霊の導入は、批判者からは「師のコズミック・ホラーをまるで理解していない改悪」と痛烈な非難をされることさえある。
続いて、表題作の初期稿「歩む死」に加筆した作品『イタカ』が、1941年に発表される。登場人物は別人だが、警官や行方不明者などの役割自体は共通し、プロットの名残がある。タイトルと作中にイタカの名前が正式に登場し、ハスターに仕える風の精であるなど、前作よりも具体的な説明が増える。
同年の『戸口の彼方へ／幽遠の彼方に』もイタカ作品であり、ウェンディゴがイタカの異名と明言されたり、アメリカウィスコンシン州を舞台にしていたり、風の精と水の精の対立を題材にしたりと、もっと「典型的なダーレス神話」となり、そのぶん独自性は薄くなっている。
『風に乗りて歩むもの』『イタカ』両作品共に、カナダの警官による事件の報告書という体裁をとり、あまりに奇怪すぎて公表が差し控えられたとされている。
東雅夫は、ダーレス独自の神性を扱ったイタカ作品群『風に乗りて歩むもの』『イタカ』『戸口の彼方へ』について「見るべきものがある」と肯定している。

### 1あらすじ
1931年2月27日、ノリス警官は、空から3人の人間が落下してくる様子を目撃する。雪上に落ちた2人の男は息があったが、娘は絶命していた。3人は、1年前のスティルウォーター村事件の関係者であった。一人は意識を取り戻し、出来事を証言した後に死亡する。
村人は風の神に生贄を捧げており、生贄に選ばれた娘は彼らと逃亡しようとした。神は怒り、村人と彼らを天空に連れ去り、村は突然に無人と化した。彼らはそれから1年の間、異界を遍歴してきたのだという。<風に乗りて歩むもの>を見てしまった者は、死を免れない。
ジャスミン医師は、彼らの死因を、風の神と共に過ごしたことで体が冷気の環境に慣れすぎて、室内の暖気に耐えられなくなっていたためと推測する。ノリス警官は、空から巨大な何者かが己を見下ろしていると勘付く。その後、ノリス警官は失踪し、半年後に雪の中で遺体が発見される。この事件は、ノリスが発狂して姿を消しただけと結論付けられる。だが上司のダルハウジ隊長は、ノリスも連れ去られて別の場所を遍歴した末に、空から落とされたのだと確信する。

### 1登場人物
- ジョン・ダルハウジ - ナビサ・キャンプ捜査本部、騎馬警官隊の分隊長。ノリス警官の上司。
- ピーター・ヘリック - 警官。1年前の事件を担当して調査報告書を記した。本人は未登場。
- ロバート・ノリス警官 - 主人公。ナビサ・キャンプ滞在中の警官。空から3人が落下してくるという怪事件に遭遇する。
- ジャスミン医師 - ナビサ・キャンプの医師。3人の死亡を看取る。あまりに常識外のために、3人の死亡診断書を凍死と誤魔化す。
- アリスン・ウェントワス - 男。村には旅行で訪れた。意識を取り戻し、奇妙な証言をした後に死亡する。
- ジェイムズ・マクドナルド - 男。村には旅行で訪れた。意識を取り戻さないまま死亡する。
- イレイン・マシット - 村の宿屋の娘。落下時には既に死んでいた。
- 「風に乗りて歩むもの」 - 生贄を求める風の神。燃えるように輝く目をしている。

### 1収録
- 青心社『クトゥルー4』菊地秀行・高橋直訳「風に乗りて歩むもの」
- 国書刊行会『真ク・リトル・リトル神話大系9』『新編真ク・リトル・リトル神話大系2』黒瀬隆功訳「奈落より吹く風」

## ２：『イタカ』
イタカ（いたか、原題：英: Ithaqua）。『風に乗りて歩むもの』の初期稿「歩む死」に加筆した作品。『ストレンジ・ストーリーズ』1941年2月号に掲載された。

### 2あらすじ
コールド・ハーバーの村でインディアンの子供達が行方不明になっていると、ブリスブワ牧師が警察に通報するが、子供は帰ってきていないのに子供の家族は帰ってきたと偽証し、事件をもみ消す。そして1933年2月、白人ヘンリイ・ルーカスが失踪したとの報告を受けて、フレンチ警官が捜査に派遣される。雪の中で足跡が途切れていたという、不可解な事件である。インディアンの環状列石の祭壇を調べていたフレンチ警官は、緑色の眼をした存在を目撃し、逃げ出す。
医師は幻覚だろうと言うが、牧師は否定する。牧師は、インディアンが子供達を神に生贄として捧げていると言う。そんな折に、ルーカスが雪の中で発見されたという報告が入る。ルーカスは朦朧とした意識で、さらわれて異界を遍歴してきたと語り出し、そのまま死ぬ。
フレンチ警官は報告書を本部に送り、祭壇を破壊してインディアンに厳重な警告をすべきと主張する。報告書を受け取ったダルフジイ隊長は、邪教団逮捕の準備を進めるが、その隙にフレンチ警官が失踪してしまう。隊長は自ら現場に赴き、祭壇を爆破する。フレンチ警官は2か月後に雪の中で遺体で発見される。隊長は本格的にインディアンを摘発しようとするが、実行前に部下と同じ末路を辿る。ルーカスもフレンチもダルフジイも、インディアンに敵認定されて消されたのだろう。騎馬警官隊は、インディアンを追い払い、林への立ち入りも禁じるが、風の神も邪教徒もまだ存在していると、不穏のままに物語は締めくくられる。

### 2登場人物
- ジョン・ダルフジイ - 騎馬警官隊長。フレンチ警官の上司。
- ジェイムズ・フレンチ警官 - 主人公。ルーカス失踪事件を捜査する。
- ヘンリイ・ルーカス - コールド・ハーバー村在住の白人。インディアンに嫌われていた。雪の中で足跡が途切れたまま行方不明となる。
- ブリスブワ牧師 - 巡回牧師として、村の医師宅に滞在している。インディアンが子供達を生贄に捧げていることを知っており、自ら子供3人を見つけて供養した。
- テルファー医師 - コールド・ハーバー村の医師。
- イタカ - 生贄を求める風の神。緑色の眼をしている。

### 2収録
- 青心社『クトゥルー12』岩村光博訳「イタカ」

## 関連事項
- ウェンディゴ
- 消えた村の伝説
- 北西騎馬警官隊 - 1940年のアメリカ映画。カナダの騎馬警官隊を題材としている。